# 注音符號歌 (吳稚暉)
《注音符號歌》是由中華民國政治人物吳稚暉創作的歌訣，用於便利學習注音符號。

## 概要
1941年（民國30年），時年77歲的吳稚暉執教國語師資訓練班，而他為此需要每日乘坐長途巴士並步行爬山前往上課，一説《注音符號歌》即為吳稚暉在步行爬山前往上課期間所作。為便利國語師資訓練班學員學習，以及便利一般民眾學習歌唱，吳稚暉自編一《注音符號歌》，並利用王照的兩拼法原則，將注音符號的聲介合母加進去合編，共有60餘字，分為四折，並編成四言歌訣，並酌加說明，方便以聯想法記憶。注音符號歌歌辭尊國父孫文（孫中山）遺教「人生當以服務為目的，不當以奪取為目的」與中國國民黨總裁蔣中正（蔣介石）主張之「禮義廉恥」兩義，並取常用字撰成。
1944年（民國33年），中華民國教育部將吳稚暉創作的《注音符號歌》予以公佈，而教育部稱公佈《注音符號歌》的要旨為「就國音標準四百十一音，依直音及反切原則，比合實際，歸納為六十六字撰成歌辭，冀使國民因歌而得寶訓，復因辭而明國音，並可由之轉習注音符號」。

## 外部連結
- 吳稚暉.  (PDF). 中央組織部. 1944  [2022-04-01]. （原始内容存档 (PDF)于2022-03-30）.